# Quân cơ xứ
Biện lý Quân cơ sự vụ xứ (tiếng Mãn: ᠴᠣᡠᡥᠠᡳ
ᠨᠠᠰᡥᡡᠨ ᡳ
ᠪᠠ, Möllendorff: coohai nashūn i ba, Abkai: qouhai nashvn-i ba, chữ Hán: 辦理軍機事務處), giản xưng là Quân cơ xứ (軍機處), trước có tên là Quân nhu phòng (軍需房), Quân cơ phòng (軍機房); là một cơ quan cao cấp của nhà Thanh thời trung và hậu kỳ, chuyên trách thảo luận, tham mưu cơ vụ các đại sự quốc gia cho Hoàng đế. Quân cơ xứ và được thành lập năm 1730 vào thời Ung Chính để thay thế cho Nghị chính xứ tồn tại dưới thời Nỗ Nhĩ Cáp Xích tới thời Khang Hi.
Chức vụ trong Quân cơ xứ thường được gọi là  Quân cơ đại thần (軍機大臣) đảm nhận công việc của Tể tướng. Chức vụ đứng đầu Quân cơ xứ gọi là Lãnh ban Quân cơ đại thần.
Điểm khác biệt của Quân cơ xứ và Hội đồng Nghị chính là Quân cơ xứ gồm các đại thần từ người Mãn còn có người Hán, trong khi đó thì Hội đồng Nghị chính chỉ có các Vương công Quý tộc người Mãn tham gia.
Dưới thời Ung Chính, lấy Đại học sĩ, Lục bộ Thượng thư, Thị lang hoặc Thân vương kiêm nhiệm Quân cơ đại thần trong Quân cơ xứ với mục đính xử lý các vấn đề cơ yếu quốc gia.
Sau khi thành lập Quân cơ xứ, Nội các vẫn liên hệ với các cơ quan chính phủ nói chung trong và ngoài nước, trong thực tế, nó chỉ chịu trách nhiệm xử lý các vấn đề chung. Do đó, các Đại học sĩ triều Thanh không đồng thời là Quân cơ đại thần, và họ không được coi là "Tể tướng đích thực" vào thời điểm đó.
Năm Tuyên Thống thứ 3 (1911) dựa theo Hiến pháp Nhật Bản, chuẩn bị Hiến pháp bãi bỏ Nội các, Quân cơ xứ.

## Các Quân cơ đại thần nổi tiếng

### Thời Ung Chính (1722 - 1735)
- Liêm Thân vương Dận Tự
- Mã Tề, thuộc Phú Sát thị, Mãn Châu Tương Hoàng kỳ
- Mã Vệ, thuộc Phú Sát thị, Mãn Châu Tương Hoàng kỳ
- Hoằng Thời.
- Bảo Thân vương Hoằng Lịch (sau này là Càn Long Đế).
- Di Hiền Thân vương Dận Tường.
- Long Khoa Đa, thuộc Đông Giai thị, Mãn Châu Tương Hoàng kỳ.
- Niên Canh Nghiêu, Hán Quân Tương Hoàng kỳ.
- Lý Vệ.
- Trương Đình Ngọc.
- Doãn Kế Thiện, thuộc Chương Giai thị, Mãn Châu Tương Hoàng kỳ.
- Đường Văn Kính.
- Ngạc Nhĩ Thái, thuộc Tây Lâm Giác La thị, Mãn Châu Tương Lam kỳ.
- Lý Thân vương Hoằng Tích.
- Quả Nghị Thân vương Dận Lễ.
- Trang Khác Thân vương Dận Lộc.
- Nột Thân, thuộc Nữu Hỗ Lộc thị, Mãn Châu Tương Hoàng kỳ.
- Triệu Huệ, thuộc Ô Nhã thị, Mãn Châu Chính Hoàng kỳ.

### Thời Càn Long (1735 - 1796)
- Nột Thân, thuộc Nữu Hỗ Lộc thị, Mãn Châu Tương Hoàng kỳ.
- Doãn Kế Thiện, thuộc Chương Giai thị, Mãn Châu Tương Hoàng kỳ.
- Ngạc Nhĩ Thái, thuộc Tây Lâm Giác La thị, Mãn Châu Tương Lam kỳ.
- Trương Đình Ngọc.
- Lý Thân vương Hoằng Tích.
- Hòa Cung Thân vương Hoằng Trú.
- Di Hy Thân vương Hoằng Hiểu.
- Trang Khác Thân vương Dận Lộc.
- Quả Nghị Thân vương Dận Lễ.
- A Khắc Đôn, thuộc Chương Giai thị, Mãn Châu Chính Lam kỳ.
- Định An Thân vương Vĩnh Hoàng.
- Tuần Quận vương Vĩnh Chương.
- Phó Hằng, thuộc Phú Sát thị, Mãn Châu Tương Hoàng kỳ.
- A Quế, thuộc Chương Giai thị, Mãn Châu Chính Bạch kỳ.
- Triệu Huệ, thuộc Ô Nhã thị, Mãn Châu Chính Hoàng kỳ.
- Phúc Khang An, thuộc Phú Sát thị, Mãn Châu Tương Hoàng kỳ..
- Hải Lan Sát, thuộc Đa Lạp Nhĩ, Mãn Châu Tương Hoàng kỳ.
- Lý Đoan Thân vương Vĩnh Thành.
- Vinh Thuần Thân vương Vĩnh Kỳ.
- Lưu Thống Huân.
- Lưu Dung.
- Chất Trang Thân vương Vĩnh Dung.
- Lai Bảo, thuộc Hỉ Tháp Lạp thị, Mãn Châu Chính Bạch kỳ.
- Kỷ Hiểu Lam.
- Vương Kiệt.
- Vu Mẫn Trung (Lãnh ban Quân cơ đại thần 1793 - 1795).
- Lương Quốc Trì.
- Hòa Thân, thuộc Nữu Hỗ Lộc thị, Mãn Châu Chính Hồng kỳ (Lãnh ban Quân cơ đại thần 1783 - 1793, 1795 - 1799).
- Hòa Lâm, thuộc Nữu Hỗ Lộc thị, Mãn Châu Chính Hồng kỳ.
- Chu Khuê
- Nghi Thận Thân vương Vĩnh Tuyền.
- Thành Triết Thân vương Vĩnh Tinh.
- Gia Thân vương Vĩnh Diễm (sau này là Gia Khánh Đế).
- Phúc Trường An, thuộc Phú Sát thị, Mãn Châu Tương Hoàng kỳ.
- Tô Lăng A, thuộc Na Lạp thị, Mãn Châu Chính Hoàng kỳ.

### Thời Gia Khánh (1796 - 1820)
- Tô Lăng A, thuộc Na Lạp thị, Mãn Châu Chính Hoàng kỳ.
- Phúc Trường An, thuộc Phú Sát thị, Mãn Châu Tương Hoàng kỳ.
- Hòa Thân, thuộc Nữu Hỗ Lộc thị, Mãn Châu Chính Hồng kỳ.
- Hòa Lâm, thuộc Nữu Hỗ Lộc thị, Mãn Châu Chính Hồng kỳ.
- A Quế, thuộc Chương Giai thị, Mãn Châu Chính Bạch kỳ.
- Lưu Dung.
- Chu Khuê
- Kỷ Hiểu Lam.
- Phúc Khang An, thuộc Phú Sát thị, Mãn Châu Tương Hoàng kỳ.
- Khánh Hy Thân vương Vĩnh Lân (Lãnh ban Quân cơ đại thần 1800 - 1820).
- Di Linh, thuộc Nữu Hỗ Lộc thị, Mãn Châu Chính Hồng kỳ.
- Thư Minh A, thuộc Đông Giai thị, Mãn Châu Tương Hoàng kỳ.
- Mục Chương A, thuộc Quách Lạc Giai thị, Mãn Châu Chính Bạch kỳ.
- Ô Tô An Cát, thuộc Huy Phát thị, Mãn Châu Tương Hoàng kỳ.
- Trí Thân vương Miên Ninh (sau này là Đạo Quang Đế).

### Thời Đạo Quang (1820 - 1850)
- Ô Tô An Cát, thuộc Huy Phát thị, Mãn Châu Tương Hoàng kỳ.
- Thụy Hoài Thân vương Miên Hân.
- Khánh Hy Thân vương Vĩnh Lân (Lãnh ban Quân cơ đại thần 1800 - 1820).
- Mục Chương A, thuộc Quách Lạc Giai thị, Mãn Châu Chính Bạch kỳ.
- Di Linh, thuộc Nữu Hỗ Lộc thị, Mãn Châu Chính Hồng kỳ.
- Thư Minh A, thuộc Đông Giai thị, Mãn Châu Tương Hoàng kỳ.
- Tăng Cách Lâm Thấm, thuộc Bác Nhĩ Tế Cát Đặc thị, Mãn Châu Chính Hoàng kỳ.
- Túc Thuận, thuộc Ái Tân Giác La thị, Mãn Châu Chính Hoàng kỳ.
- Kỳ Anh, thuộc Nữu Hỗ Lộc thị, thuộc Mãn Châu Tương Hoàng kỳ (Lãnh ban Quân cơ đại thần 1840 - 1850).
- Tái Hướng Á, thuộc Nạp Lan thị, Mãn Châu Chính Hoàng kỳ.
- Nhạc Thái, thuộc Phú Sát thị, Mãn Châu Tương Hoàng kỳ.
- Văn Khánh, thuộc Nữu Hỗ Lộc thị, Mãn Châu Tương Hoàng kỳ.
- Di Thân vương Tái Viên.
- Trịnh Thân vương Đoan Hoa.
- Đô Lạc Hồng, thuộc Chương Giai thị, Mãn Châu Chính Bạch kỳ.

### Thời Hàm Phong (1850 - 1861)
- Cung Trung Thân vương Dịch Hân.
- Mục Chương A, thuộc Chương Giai thị, Mãn Châu Chính Bạch kỳ.
- Túc Thuận, thuộc Ái Tân Giác La thị, Mãn Châu Tương Lam Kỳ (Lãnh ban Quân cơ đại thần 1850 - 1861).
- Tăng Cách Lâm Thấm, thuộc Bác Nhĩ Tế Cát Đặc thị, Mãn Châu Chính Hoàng kỳ.
- Tái Hướng Á, Nạp Lan thị, thuộc Mãn Châu Chính Hoàng kỳ.
- Văn Khánh, Nữu Hỗ Lộc thị, thuộc Mãn Châu Tương Hoàng kỳ.
- Di Thân vương Tái Viên.
- Trịnh Thân vương Đoan Hoa, thuộc Ái Tân Giác La thị, Mãn Châu Tương Lam Kỳ
- Cố Luân Ngạch phò Cảnh Thọ, thuộc Phú Sát Thị, Mãn Châu Tương Hoàng Kỳ.
- Mục Ấm, thuộc Thác Hòa Lạc thị, Mãn Châu Chính Bạch Kỳ
- Khuông Nguyên.
- Đỗ Hàn.
- Tiêu Hữu Doanh.

### Thời Đồng Trị (1861 - 1875)
- Túc Thuận, thuộc Ái Tân Giác La thị, Mãn Châu Tương Lam Kỳ (Lãnh ban Quân cơ đại thần 1850 - 1861).
- Cung Trung Thân vương Dịch Hân (Lãnh ban Quân cơ đại thần 1861 - 1890).
- Tăng Cách Lâm Thấm
- Di Thân vương Tái Viên.
- Trịnh Thân vương Đoan Hoa.
- Thuần Hiền Thân vương Dịch Hoàn.

### Thời Quang Tự (1875 - 1908) và Phổ Nghi (1908 - 1912)
- Thuần Thân vương Tái Phong (Lãnh ban Quân cơ đại thần 1890 - 1911).
- Thụy Thân vương Tái Tuần.
- Đôn Cần Thân vương Dịch Thông.
- Khánh Mật Thân vương Dịch Khuông.
- Lý Hồng Chương.
- Tăng Quốc Phiên.
- Tả Tông Đường.
- Tăng Cách Lâm Thấm.
- Trương Chi Động.
- Viên Thế Khải.

## Danh sách các Lãnh ban Quân cơ đại thần của Quân cơ xứ
- 1722 - 1730: Di Hiền Thân vương Dận Tường
- 1730 - 1740: Ngạc Nhĩ Thái
- 1740 - 1745: Trương Đình Ngọc
- 1745 - 1764: Triệu Huệ
- 1764 - 1770: Phó Hằng
- 1770 - 1773: Lưu Thống Huân
- 1773 - 1783: A Quế
- 1783 - 1793: Hòa Thân
- 1793 - 1795: Vụ Mẫn Trung
- 1795 - 1799: Hòa Thân
- 1800 - 1820: Khánh Hy Thân vương Vĩnh Lân
- 1840 - 1850: Kỳ Anh
- 1850 - 1861: Túc Thuận
- 1861 - 1890: Cung Trung Thân vương Dịch Hân
- 1890 - 1911: Thuần Thân vương Tái Phong